# Biblioteca Nacional d'Argèlia
La Biblioteca Nacional d'Algèria, BNA (àrab: المكتبة الوطنيّة الجزائريّة, al-Maktaba al-Waṭaniyya al-Jazāʾiriyya), amb seu a la capital, Alger, és la principal biblioteca d'Algèria. Té el seus orígens en l'època colonial francesa, ja que fou fundada com a biblioteca en 1835. El seu actual edifici es va acabar de construir en 1994 i compta amb una superfície de gairebé 70.000 m². Les seves sales de lectura poden acollir fins a 2.500 lectors. Funciona com a dipòsit legal de la República d'Algèria.